# D-Glied

D-Glied im Strukturbild

D-Glied als Symbol

Als D-Glied bezeichnet man ein LZI-Übertragungsglied in der Regelungstechnik, welches ein differenzierendes Übertragungsverhalten aufweist, d. h. der Wert der Ausgangsgröße ist abhängig von der Änderungsgeschwindigkeit der Eingangsgröße. 
Die zugehörige Funktionalbeziehung im Zeitbereich lautet
{\displaystyle y(t)=K\cdot {\dot {u}}(t)},
so dass die komplexe Übertragungsfunktion im Bildbereich die Form
{\displaystyle G(s)=K\cdot s}
hat. Hierbei bezeichnet {\displaystyle K}, {\displaystyle K>0}, die Übertragungskonstante bzw. den Verstärkungsfaktor des D-Gliedes.
Das D-Glied wird nur theoretisch betrachtet, da in der Sprungantwort ein Dirac-Impuls auftritt. Im realen System geht ein D-Glied immer mit einer Verzögerung einher. Außerdem ist die Impulsantwort nicht kausal.

## Bodediagramm
Beim D-Glied ist {\displaystyle G(j\omega )=Kj\omega }. Daher gilt für den Amplituden- und Phasengang im Bode-Diagramm:
{\displaystyle |G(j\omega )|=K\omega }
{\displaystyle \varphi (\omega )={\frac {\pi }{2}}}
Die Betragskennlinie ist also eine Gerade, die mit 20 dB/Dekade steigt und bei ω = 1 den Wert KdB hat. Aufgrund der linearen Steigung der Verstärkung hat ein ideales D-Glied für unendlich hohe Frequenzen eine unendlich hohe Verstärkung, was nicht durch ein reales System dargestellt werden kann. Die Phasenkennlinie liegt konstant bei 90°.

Bodediagramm eines D-Gliedes

## Sprungantwort
Die Sprungantwort des D-Gliedes wird beschrieben durch {\displaystyle h(t)=K\delta (t)}, wobei {\displaystyle \delta (t)} für die Delta-Funktion steht.

## Ortskurve

Ortskurve eines D-Gliedes für positive Frequenzen

Die Ortskurve ({\displaystyle 0\leq \omega \leq \infty }) des D-Gliedes verläuft auf der positiven imaginären Achse vom Punkt Null für {\displaystyle \omega \to \infty } gegen {\displaystyle \infty }.